# Fondo de cobertura

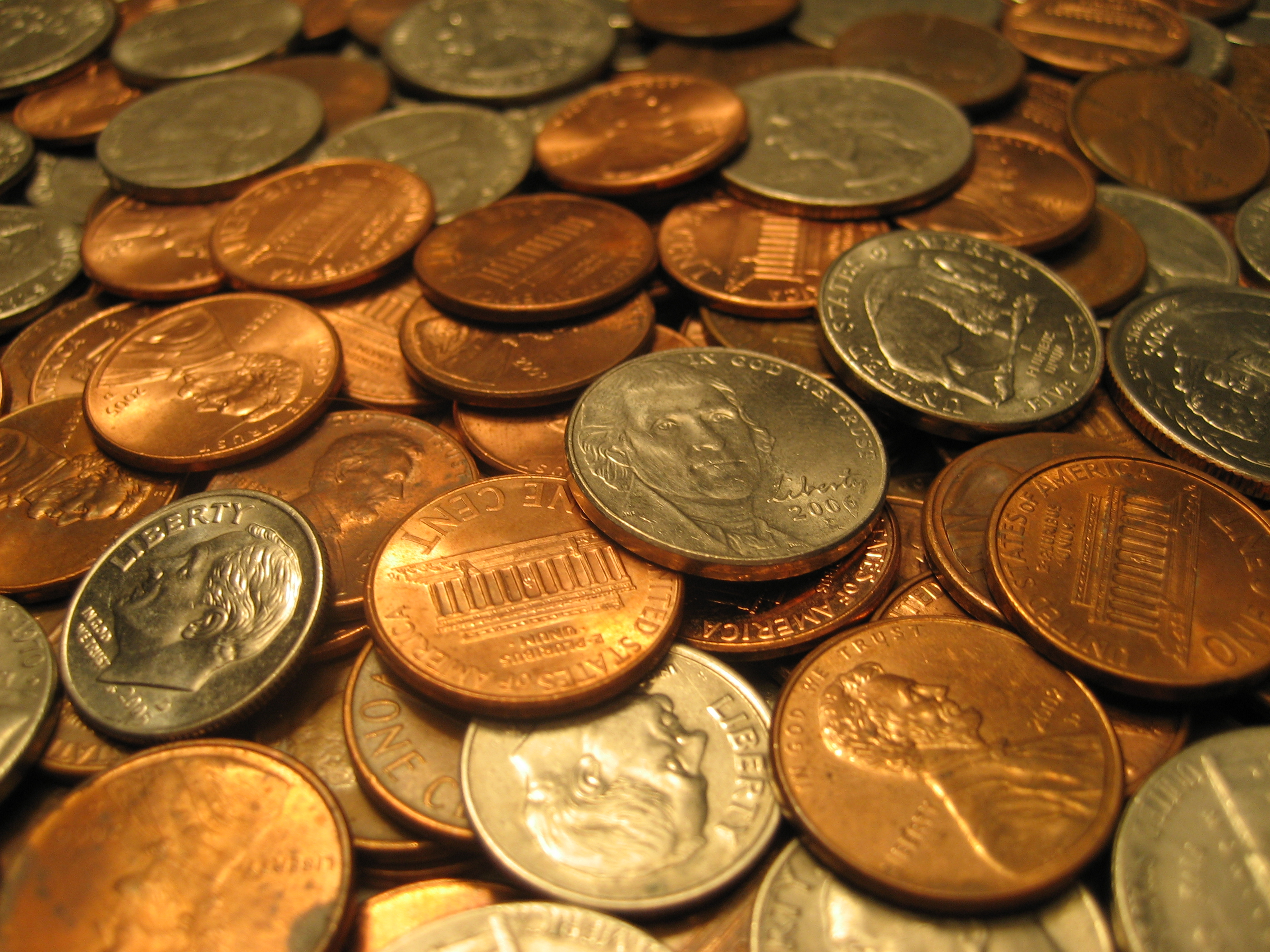
Monedas de Estados Unidos.

Un fondo de cobertura (inglés: hedge fund), también denominado  instrumento de inversión alternativa, fondo de inversión libre y fondo de alto riesgo es un instrumento financiero de inversión. El término hedge fund se aplicó por primera vez a un fondo gestionado por Alfred Winslow Jones, que combinaba posiciones cortas y largas en valores, con el fin de realizar una cobertura de la cartera frente a los movimientos del mercado. Los fondos de inversión los gestionan despachos o firmas de corredurías de bolsa, gestores de fondos o los bancos de inversión.
Los fondos de cobertura cobran tarifas elevadas a sus inversores. Se calcula que dichas tarifas representaron, en el siglo XX, un tercio de las ganancias generadas por los fondos. En el siglo XXI la proporción ha ascendido hasta representar la mitad de los beneficios.

## Definición y características
El llamado «Fondo de cobertura»  o hedge fund es un préstamo de títulos condicionado. Consiste en la cesión de acciones a terceros a cambio de una rentabilidad. Se trata de una operación que suelen realizar fondos de inversión o inversores a largo plazo en esos valores que apuestan por la caída del valor. Estos últimos toman prestadas las acciones para venderlas y recomprarlas más tarde, ganando así la diferencia. Por ejemplo, analizado el mercado, venden la acción al mayor precio y unas semanas más tarde las recompran ya depreciadas. Y esa operación se realiza con un alto apalancamiento –es decir, invierten por más importe del que se tiene en efectivo contante y sonante–, una práctica habitual en esta operativa y que dispara las ganancias.
A largo plazo, los fondos de cobertura son positivos para el mercado porque tiran a la baja las acciones y las acercan a su valor real. Además han contribuido a la profesionalización del mercado bursátil y su homologación internacional.
En ausencia de una mayor definición de los instrumentos de inversión alternativa, se enumeran las características que diversas instituciones públicas y privadas han asociado a estos instrumentos en el transcurso de los últimos años:
Fondo de inversión (fondo de cobertura o hedge fund)
- Vehículo de inversión colectiva que esté organizado de forma privada, gestionado por sociedades profesionales (bancos de inversión o gestoras de fondos) que cobran comisiones sobre resultados obtenidos y no disponibles para el público de forma general dado que requiere importes mínimos de inversión muy elevados.
- Persiguen rendimientos absolutos en lugar de rendimientos relativos basados en un índice de referencia.
- Utilizan técnicas de inversión financieras no permitidas para los fondos tradicionales: venta al descubierto o posición corta (shorting: apuesta a futuras bajadas de precios de acciones),[5] uso de derivados financieros (credit default swap (CDS) o seguro de impagos; permutas financieras o Swap; contrato de futuros; opciones financieras) y compra de valores mediante apalancamiento agresivo.
- Sometidos a reducida regulación (sin regulación).
- Sujetos a escasas obligaciones de información y no deben dar liquidez de forma diaria.

## Desregulación financiera
La desregulación que permitió a la banca de inversión, los gestores de fondos y las firmas de corredurías de bolsa apropiarse en buena medida de la banca comercial reforzando el poder financiero, pero poniendo en peligro la financiación de los sectores productivos y por tanto de los empleos, comenzó en los años setenta con la guerra del Vietnam y la Crisis del petróleo de 1973 que provocó, como falsa salida, la quiebra del sistema diseñado en los acuerdos de Bretton Woods. 
La desregulación y la liberalización financiera han ido ganando terreno hasta la primera década del siglo XXI, siendo uno de sus hitos la revocación, en 1999, de la Ley Glass-Steagall, ley de 1933 que prohibía la combinación entre bancos comerciales, por una parte, y bancos de inversión y otros servicios financieros por otra. La Ley Glass-Steagall fue la respuesta del gobierno estadounidense a las consecuencias del Jueves Negro, el Crack de 1929 y la consiguiente Gran Depresión.

### Quiebra de Lehman Brothers
Para entender cómo piensa y actúa un gestor de un fondo de cobertura, es posible leer el artículo sobre el gestor David Einhorn , que se hizo famoso por avisar repetidamente que no creía en los balances de Lehman Brothers y tenía fuertes posiciones bajistas o "short", ("short position"), es decir apostó por una bajada en la cotización de las acciones de Lehman Brothers en la bolsa de Nueva York. Posteriormente se confirmaron sus previsiones con la quiebra de Lehman Brothers en septiembre  de 2008.

#### Declaración de millonarios ante el Congreso estadounidense
El 13 de noviembre de 2008, cinco de los gestores de fondos de cobertura más prestigiosos -y millonarios-, George Soros, James Simons, Ken Griffin, John Paulson y Philip Falcone, declararon en el Congreso estadounidense sobre la grave situación del sector financiero pero especialmente sobre la influencia de los hedge funds en la crisis. Cada uno describió su visión de la grave situación.

#### Antecedentes a la quiebra
Ya en 2007 el tamaño o volumen gestionado por los fondos de cobertura era enorme, lo que significaba que cualquier decisión de compras o ventas masivas acababa afectando al mercado bursátil, de divisas o de bonos. A mediados del 2007, los fondos de cobertura empezaron a vender acciones de forma masiva, lo que posiblemente provocó el sorprendente desplome de las bolsas mundiales en agosto de 2007. Analizando los volúmenes de venta de finales de 2007 podría afirmarse también que fueron claramente los fondos de cobertura quienes iniciaron las caídas bursátiles del 2008 .
Los sueldos multimillonarios de los mejores gestores de fondos de cobertura es uno de los aspectos más conocidos. En 2008 el gestor con mayor remuneración del mundo fue el matemático James Simons , con unos ingresos de 2.500 millones de dólares, más del doble de la remuneración de George Soros, el cuarto de la lista .
Uno de los gestores de inversiones más exitosos de la historia ha sido Julian Robertson, que fundó Tiger Management en los años ochenta invirtiendo $8 millones de sus clientes por medio de su fondo de cobertura llamado Tiger Fund. En 1998 alcanzó un patrimonio gestionado de 22.000 millones de dólares. Curiosamente tras obtener unos resultados excepcionales para sus inversores en casi veinte años, en 1998 y 1999 perdió dinero y decidió cerrar su famoso fondo Tiger Fund y devolver el dinero a sus inversores al no entender estos las elevadas valoraciones en bolsa, ya que las acciones tecnológicas en ese periodo estaban en caída o “short”. En 2000-2001 el mercado le dio la razón con el estallido de la burbuja tecnológica, pero ya se había retirado. Ahora Julian Robertson mantiene abierto Tiger Management solo para gestionar su fortuna y ayudar a nuevos gestores seleccionando a nuevo talento. Pocas veces ofrece entrevistas personales sobre su visión de los mercados. En octubre de 2009, Robertson declaró que veía muchas incertidumbres económicas y especialmente una muy fuerte subida en los tipos de interés a largo plazo en los Estados Unidos, así como un periodo de estanflación .

## Ataques financieros al euro en febrero de 2010
En el mes de febrero de 2010 y ante la posibilidad de una regulación restrictiva de los fondos de cobertura y otros productos financieros e incluso la posibilidad de implantación de la tasa Tobin se producen ataques coordinados al euro, dirigidos contra seguros de cobertura contra impagos (CDS o Credit default swap en inglés) de la deuda de Grecia y España que se vieron reflejados en bajadas de la bolsa.

### Riesgos financieros en Estados Unidos, Reino Unido y Japón
Los malos datos fiscales de Estados Unidos y Reino Unido, e incluso Japón, con indicadores negativos en riesgo soberano, déficit y deuda pública, peores que los de la mayoría de países europeos y que pronostican ajustes fiscales muy duros en esos países pueden trasladar las presiones especulativas de los fondos de cobertura del escenario europeo continental al mundo anglosajón.

## Normativa

### España
En España están reguladas por la Orden EHA/1199/2006, de 25 de abril, por la que se desarrollan las disposiciones del Reglamento de la Ley 35/2003, de 4 de noviembre, reguladora de las instituciones de inversión colectiva, relativas a las instituciones de inversión colectiva de inversión libre; y por la Circular 1/2006, de 3 de mayo, de la Comisión Nacional del Mercado de Valores, sobre Instituciones de Inversión Colectiva de Inversión Libre.